# Samanta Krampe
Samanta Krampe (* 27. März 2003 in Riga) ist eine lettische Skilangläuferin.

## Werdegang
Krampe, die für den Sporta skola Arkādija startet, nahm im März 2019 in Madona erstmals am Scandinavian-Cup teil und errang dabei den 52. Platz im Sprint und den 50. Platz über 5 km klassisch. Bei den Olympischen Jugend-Winterspielen 2020 in Lausanne lief sie auf den 66. Platz über 5 km klassisch, auf den 56. Rang im Cross und auf den 52. Platz im Sprint. In der Saison 2020/21 belegte sie bei den Nordischen Skiweltmeisterschaften 2021 in Oberstdorf den 86. Platz über 10 km Freistil, den 75. Rang im Sprint sowie zusammen mit Kitija Auziņa den 23. Platz im Teamsprint und bei den Junioren-Skiweltmeisterschaften 2021 in Vuokatti den 79. Platz über 5 km Freistil sowie den 65. Rang im Sprint. Nachdem sie bei den Rollerski-Juniorenweltmeisterschaften 2021 im Fleimstal die Bronzemedaille im Sprint gewonnen hatte, erreichte sie in der Saison 2021/22 mit Platz drei beim Balkan-Cup in Zlatibor über 5 km klassisch ihre erste Podestplatzierung im Skilanglauf-Continental-Cup. Bei den Olympischen Winterspielen 2022 in Peking belegte sie den 93. Platz über 10 km klassisch, den 73. Rang im Sprint sowie den 17. Platz mit der Staffel und beim Europäischen Olympischen Winter-Jugendfestival 2022 in Vuokatti den 35. Platz über 7,5 km Freistil, den 16. Rang im Sprint sowie den zehnten Platz mit der Mixed-Staffel.

## Teilnahmen an Weltmeisterschaften und Olympischen Winterspielen

### Olympische Spiele
- 2022 Peking: 17. Platz Staffel, 73. Platz Sprint Freistil, 93. Platz 10 km klassisch

### Nordische Skiweltmeisterschaften
- 2021 Oberstdorf: 23. Platz Teamsprint Freistil, 75. Platz Sprint klassisch, 86. Platz 10 km Freistil
- 2023 Planica: 13. Platz Staffel, 19. Platz Teamsprint Freistil, 60. Platz Sprint klassisch
- 2025 Trondheim: 16. Platz Staffel, 61. Platz Sprint Freistil